# Dolichostylodon saltensis
Dolichostylodon saltensis è un mammifero estinto, appartenente ai notoungulati. Visse nell'Eocene medio (circa 42-40 milioni di anni fa) e i suoi resti fossili sono stati ritrovati in Sudamerica.

## Descrizione
Della taglia di una marmotta, questo animale era molto simile ad altri notoungulati arcaici come Oldfieldthomasia, Ultrapithecus e Colbertia, dai quali si distingueva per alcune caratteristiche della dentatura. In particolare, rispetto a Ultrapithecus i premolari decidui erano più triangolari, il paracono era più prominente e il terzo premolare inferiore deciduo era dotato di un metalofo ben sviluppato. I molari superiori erano provvisti di parastilo e metastilo molto prominenti. La colonna del metacono era più ampia rispetto a quella di Colbertia, e non era presente la fossetta mesiolabiale, mentre qualla distolabiale era ampia e poco profonda. 

## Classificazione
Dolichostylodon saltensis venne descritto per la prima volta nel 2009, sulla base di resti fossili ritrovati nella zona di El Simbolar nella provincia di Salta in Argentina. Questo animale era un tipico rappresentante arcaico dei notoungulati, un grande gruppo di mammiferi che nel corso del Cenozoico andarono a occupare numerose nicchie ecologiche in Sudamerica. In particolare, Dolichostylodon è un rappresentante degli Oldfieldthomasiidae, una famiglia probabilmente parafiletica costituita da forme di piccola taglia e dalle caratteristiche basali. Tra gli oldfieldtomasiidi, sembra che Dolichostylodon fosse più strettamente imparentato con le specie patagoniche, nonostante i denti brachidonti (a corona bassa).